# Raecius aculeatus
Raecius aculeatus is een spinnensoort uit de familie Udubidae. De soort komt voor in Congo.